# Rosegreen
Rosegreen är en ort i republiken Irland.   Den ligger i provinsen Munster, i den centrala delen av landet, 140 km sydväst om huvudstaden Dublin. Rosegreen ligger 136 meter över havet och antalet invånare är 170.
Terrängen runt Rosegreen är huvudsakligen platt. Rosegreen ligger uppe på en höjd som går i nord-sydlig riktning.Runt Rosegreen är det ganska glesbefolkat, med 22 invånare per kvadratkilometer. Närmaste större samhälle är Cluain Meala, 15,1 km sydost om Rosegreen. Trakten runt Rosegreen består i huvudsak av gräsmarker.